# 浜田けい子
はまだ けいこ（本名：濱田 慶子、1928年2月27日 - 2010年2月23日）は、日本の児童文学作家、翻訳家。
浜田けいこ名義もあり。

## 来歴・人物
大阪市生まれ。1955年、明治大学文学部演劇科卒。
当初は女流画家になることを目指して上京したが、プロデューサーとしてNHKに勤める浜田泰三と結婚、その影響を受けて、児童劇やラジオドラマなどを制作しはじめる。
日本児童文芸家協会に入り、浜田広介、福田清人らの後援を得る。広介と姓が同じであったため、特にかわいがられたという。
伝記物、歴史物など、ノンフィクションが得意分野だった。

## 受賞歴
- 1988年 - 『まぼろしの難波宮：山根徳太郎物語』で路傍の石文学賞受賞
- 1990年 - 現代少年作家クラブ 現代少年文学賞受賞
- 2002年 - 日本児童文芸家協会 児童文化功労者表彰

## 著作
- 『太陽とつるぎの歌』（実業之日本社） 1968
- 『野をかける少年』（実業之日本社） 1971
- 『シートン』（集英社、母と子の世界の伝記） 1973
- 『みやこは栄えても：万葉の歌人・憶良』（さ・え・ら書房） 1974
- 『ローマにかけるゆめ・支倉常長』（さ・え・ら書房） 1975
- 『おれの名はスパイ』（三省堂、三省堂らいぶらりいSF傑作短編集） 1977.12
- 『神は大地に生きる』（天理教道友社） 1977.10
- 『みなしご弥八』（筑摩書房） 1980
- 『ナポレオン』（ぎょうせい） 1980
- 『女王ヒミコ』（さ・え・ら書房） 1981.11
- 『黄金のアザミ』（学校図書） 1982.10
- 『ドンはるすばん』（田代三善版画、小峰書店） 1982.11
- 『大海人皇子』（さ・え・ら書房） 1983
- 『コスモス塾・ニッポン3(スリー)』（金の星社、みんなの文学） 1985.2
- 『たんぽぽの花は野に山に 子どもにゆめをはこんだ「劇団たんぽぽ」と小百合葉子の40年』（くもん出版、くもんのノンフィクション・愛のシリーズ） 1985.6
- 『テレパシードロップをどうぞ』（岩崎書店） 1985.1
- 『アメリカで学んだ少女：津田梅子ものがたり』（岩崎書店） 1986
- 『ヒックさんのふしぎなポケット』（小峰書店） 1986.9
- 『はばたこう世界の空へ 女性パイロット・及位ヤエ』（佼成出版社） 1987.5
- 『まぼろしの難波宮：山根徳太郎物語』（講談社） 1987
- 『よみがえる谷 埼玉県神泉村矢納小学校ものがたり』（草土文化） 1987.11
- 『悪魔島へようこそ』（くもん出版） 1989.7
- 『風色にそまるキャンバス 筋ジストロフィーと闘いつづける画家・大塚晴康の物語』（ペップ出版） 1990
- 『魔女ジパングをゆく』（ペップ出版） 1990.3
- 『ヤマトタケル』（金の星社） 1991
- 『夢みる雲のかなたに』（小峰書店） 1991.11
- 『日本ではじめての女医・楠本いね』（岩崎書店） 1992
- 『少年カヌトの旅立ち』（岩崎書店） 1994.11
- 『フランシスコ＝ザビエル：日本にキリスト教を伝えた』（講談社、火の鳥伝記文庫） 1997
- 『道元禅師物語』（金の星社） 1999
- 『龍馬海へ』（四季社） 2003

## 翻訳
- 『目撃者はたれか』（フェラース、ポプラ社、ジュニア世界ミステリー） 1968
- 『家なき子』（マロー、ぎょうせい、少年少女世界名作全集27） 1982
- 『にんじん』（ルナール、ぎょうせい） 1983